# Исмаил-хан Кашкай
Исмаил-хан Дараб-хан оглы Кашкай (азерб. İsmayıl xan Qaşqay),  (1880—1932) — хан кашкайцев (1901 — 1932).Известен также под именем Саулат ад-Даула.

## Биография
По происхождению — богатый хан, был одним из эльханов города Фирузабад. Исмаил-хан родился 6 мая 1880 года в Фирузабаде на эялете Фарс в семье хана кашкайцев Дараб-хана.
Кашкайцы также входили в число противников Реза-шаха. В связи с тем, что глава племени Исмаил-хан Саулат ад-Даула стал депутатом Маджлиса пятого созыва, он приехал в Тегеран и поселился в этом городе. Когда в 1928 году в Фарсе произошла революция, бригадный генерал Хабиб Уллах-хан Шайбани получил задание усмирить этот регион. Он почувствовал, что волнения кашкайцев не прекратятся иначе как с помощью Саулат ад-Даулы, и попросил шаха немедленно послать его в Фарс. Риза-шах так и сделал, однако после того, как ситуация успокоилась, Саулат ад-Даула попал в тюрьму и там был убит. Причина его смерти точно неясна — якобы он приобрел такую известность, что Теймурташ стал виновником его ареста и убийства.
После смерти Саулат ал-Даулы его сыновья Насир-хан и Хосров-хан отправились в Тегеран и оказались под домашним арестом.
В шахриваре 1320 г. с. х. /сентябре 1941 г. Насир-хан бежал в Шираз и там вместе с Хосров-ханом уничтожил часть правительственных войск и захватил Фарс.